# Dunaliella salina
Dunaliella salina je jednobuněčná zelená řasa z třídy zelenivek, vyskytující se ve velkém množství v extrémně slaných vodách (je tedy halofilní). Byla pojmenována po francouzském vědci Michel Felix Dunalovi, který ji roku 1838 objevil nedaleko Montpellier. Obsahuje vysoké množství betakarotenu.

## Historie

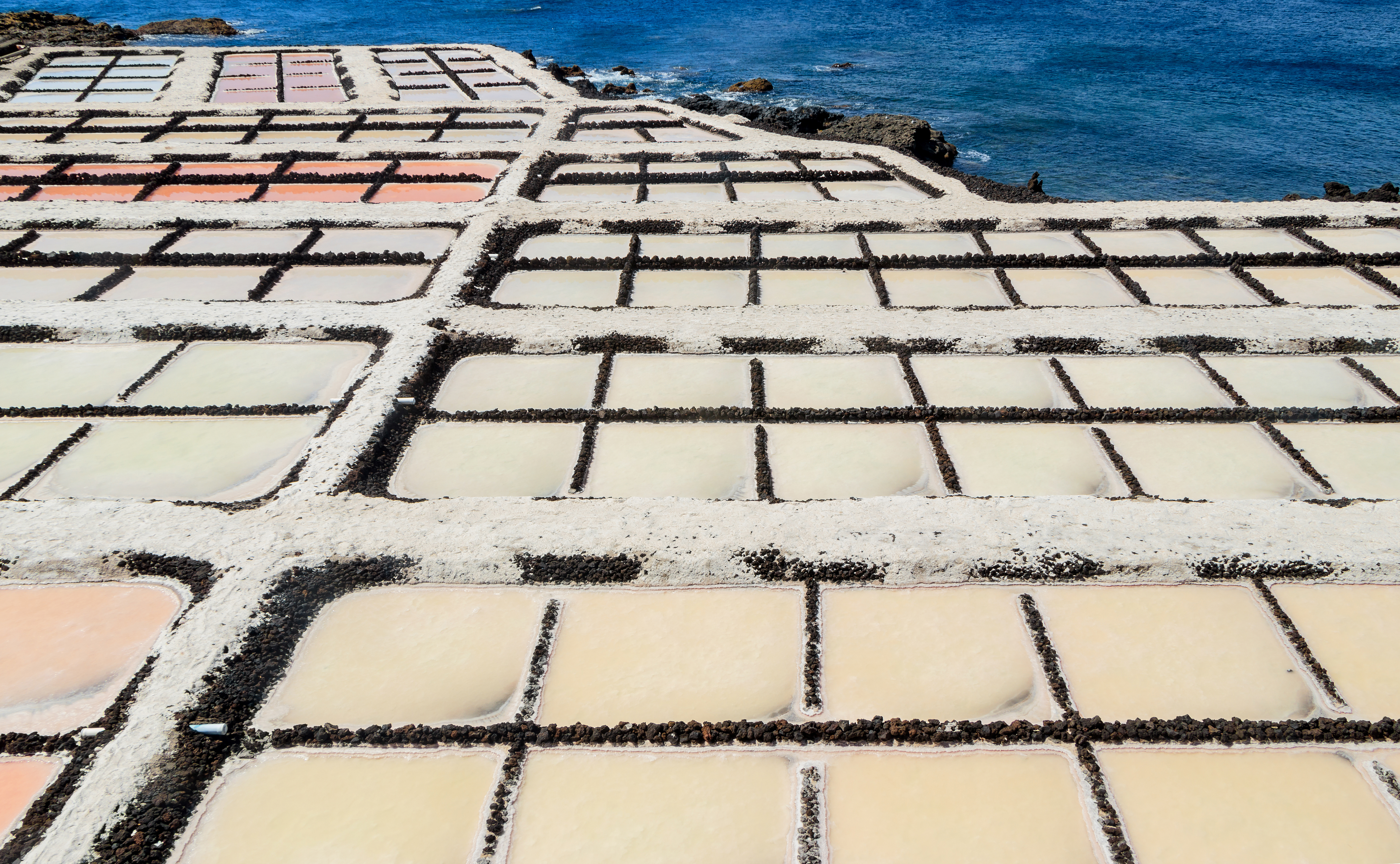
Solné pláně, Kanárské ostrovy (Španělsko). Naoranžovělá barva je způsobená řasou Dunaliella salina.

Rod Dunaliella byl poprvé pozorován Michelem Felixem Dunalem v roce 1838 ve francouzských solných lagunách (solných pláních) v okolí města Montpellier a popsán botanikem Emanoilem C. Teodorescem v březnu roku 1905, který ho pojmenoval po jeho objeviteli. Jen o několik dní tím předstihl Claru Hamburger, která publikovala své poznatky později téhož měsíce. Dunaliella salina se stala modelovým organismem pro studium adaptace řas na vysoké koncentrace solí. V průběhu 19. století byla pozorována v solných jezerech a lagunách v Alžírsku, Rumunsku nebo například na území bývalého francouzského regionu Lotrinska. 

## Obecná charakteristika

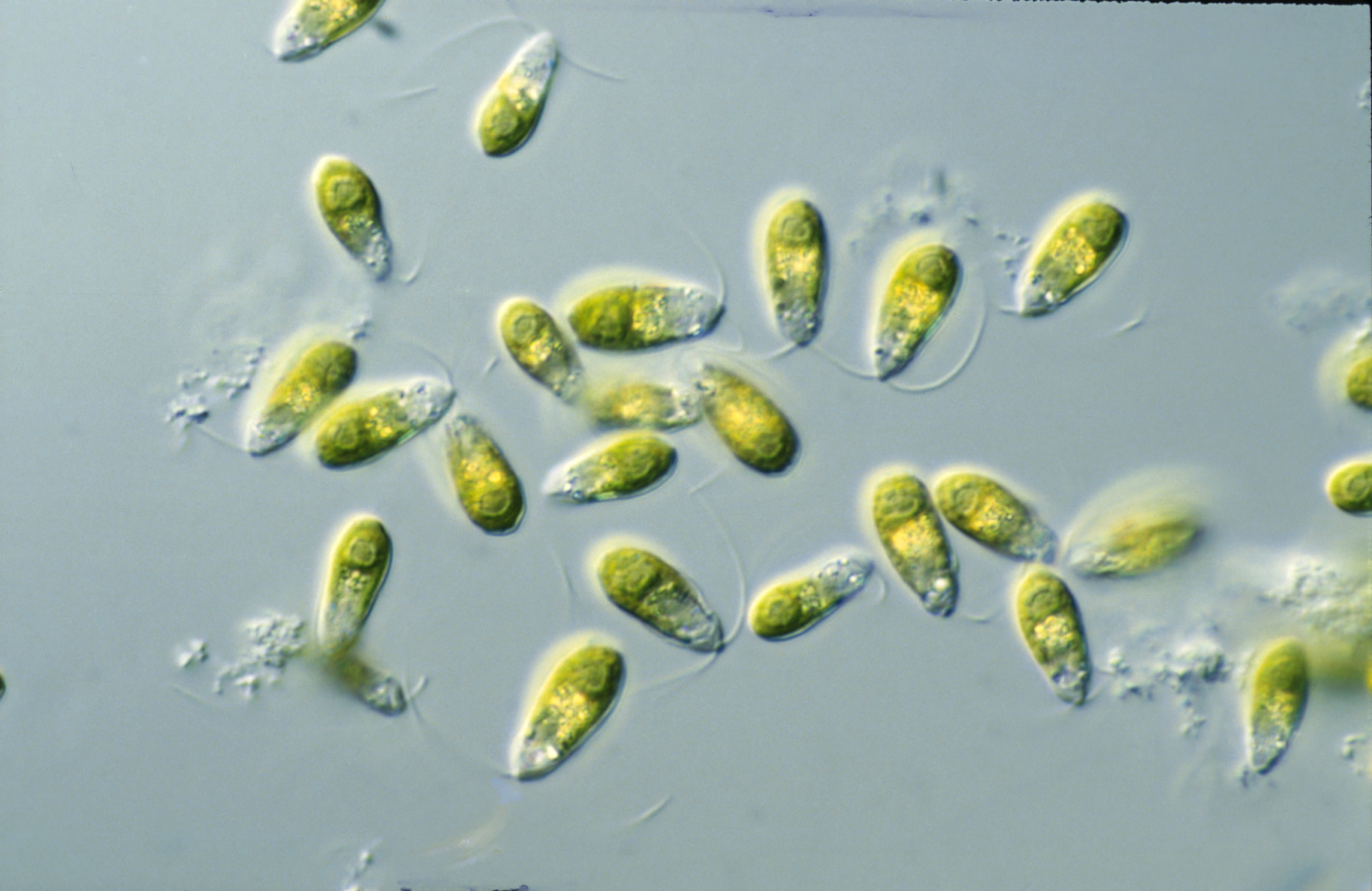
Zástupce rodu Dunaliella. Na obrázku můžeme pozorovat dva bičíky, pyrenoid a chloroplast.

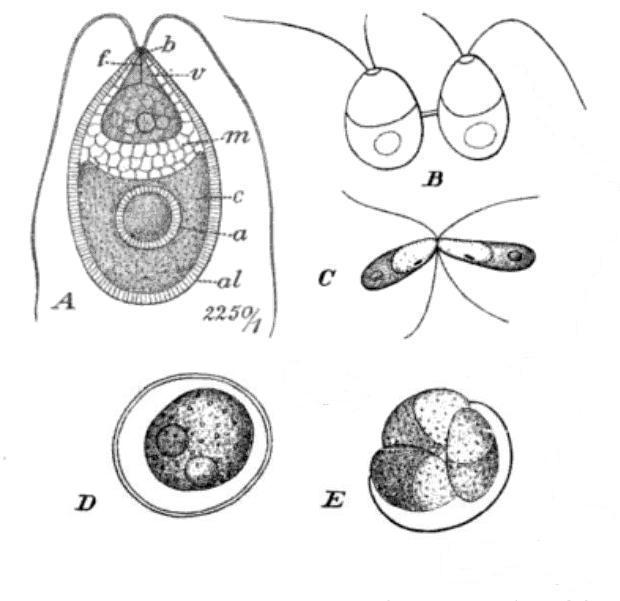
Dunaliella salina, jak ji nakreslil E. C. Teodoresco.

D. salina je tvarově variabilní, může zaujímat například hruškovitý, oválný, cylindrický či sférický tvar s dvěma bičíky. Místo pevné polysacharidové buněčné stěny mají jen tenkou a pružnou plasmatickou membránu. Právě absence pevné buněčné stěny je důvodem vysoké morfologické variability, která je ovlivněna změnami osmotického tlaku. Chloroplasty mají pohárovitý tvar s centrálním pyrenoidem, karotenoidy jsou ve formě kapek lokalizovány na periferiích chloroplastů. β-karoten má v tomto případě zřejmě ochranou funkci, chrání chlorofyl a DNA před vysokou intenzitou slunečního záření.

## Výskyt a přizpůsobení vnějším podmínkám
Vzhledem k jejímu halofilnímu charakteru se vyskytuje v solných jezerech a solných lagunách po celém světě. Je schopna růstu ve vodách až o koncentracích solí blížících se nasycenému roztoku NaCl. Pokud se koncentrace solí dostane mimo optimální rozmezí (prudkým naředěním média nebo naopak vysušením prostředí) vytváří D. salina asexuální aplanospory s tlustou hrbolatou stěnou, které místo β-karotenů vytvářejí kantaxantin. Tyto aplanospory mají oproti vegetativním buňkám červenější barvu a jsou spíše kulaté. Za nevhodných podmínek prostředí, například při příliš nízké nebo příliš vysoké salinitě, nedostatku živin či nízké teplotě, je také možné pozorovat palmeloidní stadium, ve kterém jsou nepohyblivé buňky obaleny slizem. S vysokou koncentrací solí se vyrovnává akumulací glycerolu, který je silně hygroskopický, vyrovnává vnější osmotickou aktivitu a zabraňuje ztrátám vody. Vysoká koncentrace glycerolu v buňce je umožněna zvláštní vlastností membrány, která má v tomto případě neobvykle nízkou propustnost pro glycerol, čímž ho udržuje uvnitř. Navíc vykazuje velmi nízké intracelulární koncentrace Na+, kterých je buňka schopna dosáhnout díky aktivitě Na+/H+ antiportu lokalizovaného na cytoplazmatické membráně v kombinaci s přímým transportem elektronů spřaženým s extruzí Na+.

## Rozmnožování
Nejčastěji se rozmnožuje vegetativně dělením tak, že každá dceřiná buňka získá jeden z bičíků. K úplnému oddělení buněk dojde až v momentě, kdy každé doroste druhý bičík. Sexuální reprodukce není tak častá. Jedná se o heterothalické izogamní spájení, které je stimulováno poklesem salinity prostředí. Nejprve dochází ke spojení bičíků, následuje spojení buněk a vzniku pohyblivé zygoty (planozygoty) se čtyřmi bičíky. Tyto bičíky vzápětí odpadají a vytváří se nepohyblivá zygota s tlustou, hladkou stěnou. Následuje meióza, při které se vytváří 4-8 dceřiných buněk.

## Využití
D. salina je jedním z nejvýznamnějších přírodních zdrojů β-karotenu. Dokáže naakumulovat, v závislosti na kultivačních podmínkách, kolem 12 % β-karotenu celkové hmotnosti sušiny buňky. D. salina zvyšuje produkci intracelulárního β-karotenu v reakci na vysokou intenzitu světelného záření, maximálních hodnot dosahuje po dvou dnech kultivace v takovýchto podmínkách. Dalším faktorem zvyšujícím produktivitu je salinita. Zvýšení koncentrace NaCl nad optimální hodnoty (2M) vede k vyšší produkci karotenoidů a glycerolu, což vede k typickému oranžovo-červenému zabarvení.